# ジョゼフ・デュプレシ
ジョゼフ・デュプレシ（Joseph-Siffred Duplessis, 1725年9月22日 - 1802年4月1日）は、フランスの画家。肖像画で有名。

## 生涯
南フランス、ヴォクリューズ県のカルパントラで生まれた。父親は医者で、アマチュア画家として知られていた。父親から絵を学んだ後、宮廷画家シャルル・ルブランの弟子のアンベール(Joseph-Gabriel Imbert:1666–1749)に学んだ。1744年から1747年の間はローマで、南フランス出身の画家ピエール・シュプレイラスの工房で修行し、南フランスの画家、クロード・ジョセフ・ヴェルネとも親しくなった。
カルパントラに戻り、リヨンでしばらく暮らした後、1752年頃、パリに移り、画家組合のアカデミー・ド・サン＝リュック(Académie de Saint-Luc）の会員になった。肖像画家として知られるようになるのは1769年のサロン・ド・パリに作品を出展してからで、ドゥニ・ディドロに注目され、王立絵画彫刻アカデミーの会員に選ばれた。

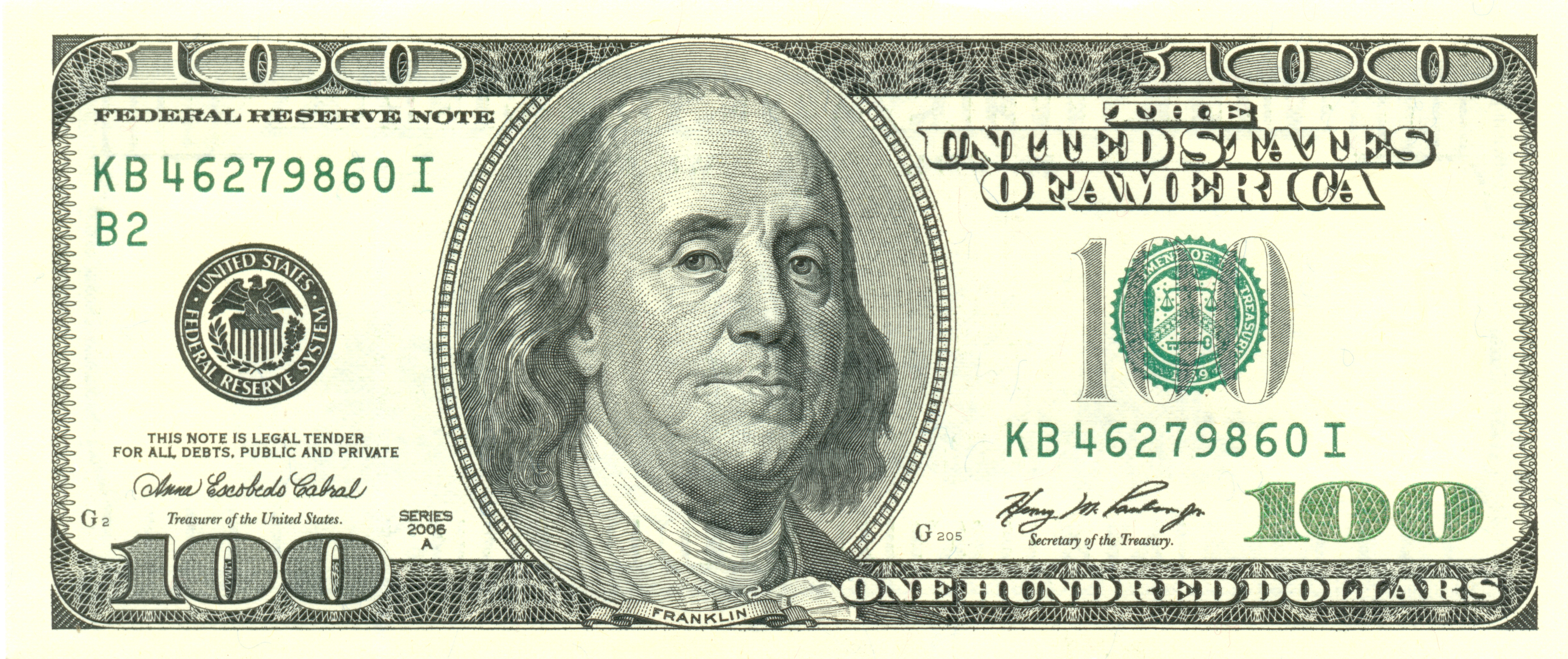
ベンジャミン・フランクリンの肖像がデザインされた100ドル札

1771年に宮廷画家に任じられ、宮殿にスタジオを与えられた。革命が始まるとカルパントラに避難した後、1796年からベルサイユの美術館の学芸員を務めた。1802年にベルサイユで亡くなった。
アメリカの100ドル紙幣のベンジャミン・フランクリンの肖像はデュプレシの肖像画が原画となっている。

## ギャラリー

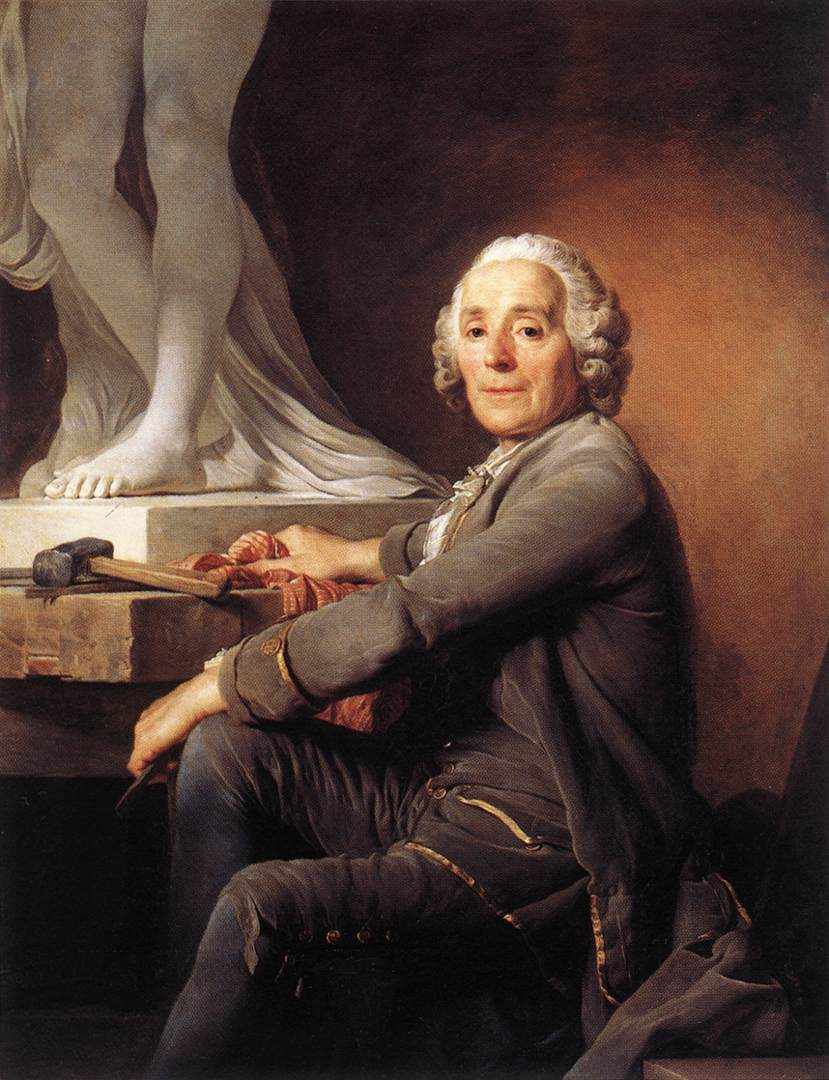
『クリストフ＝ガブリエル・アレグレインの肖像』(1774年）ルーヴル美術館蔵
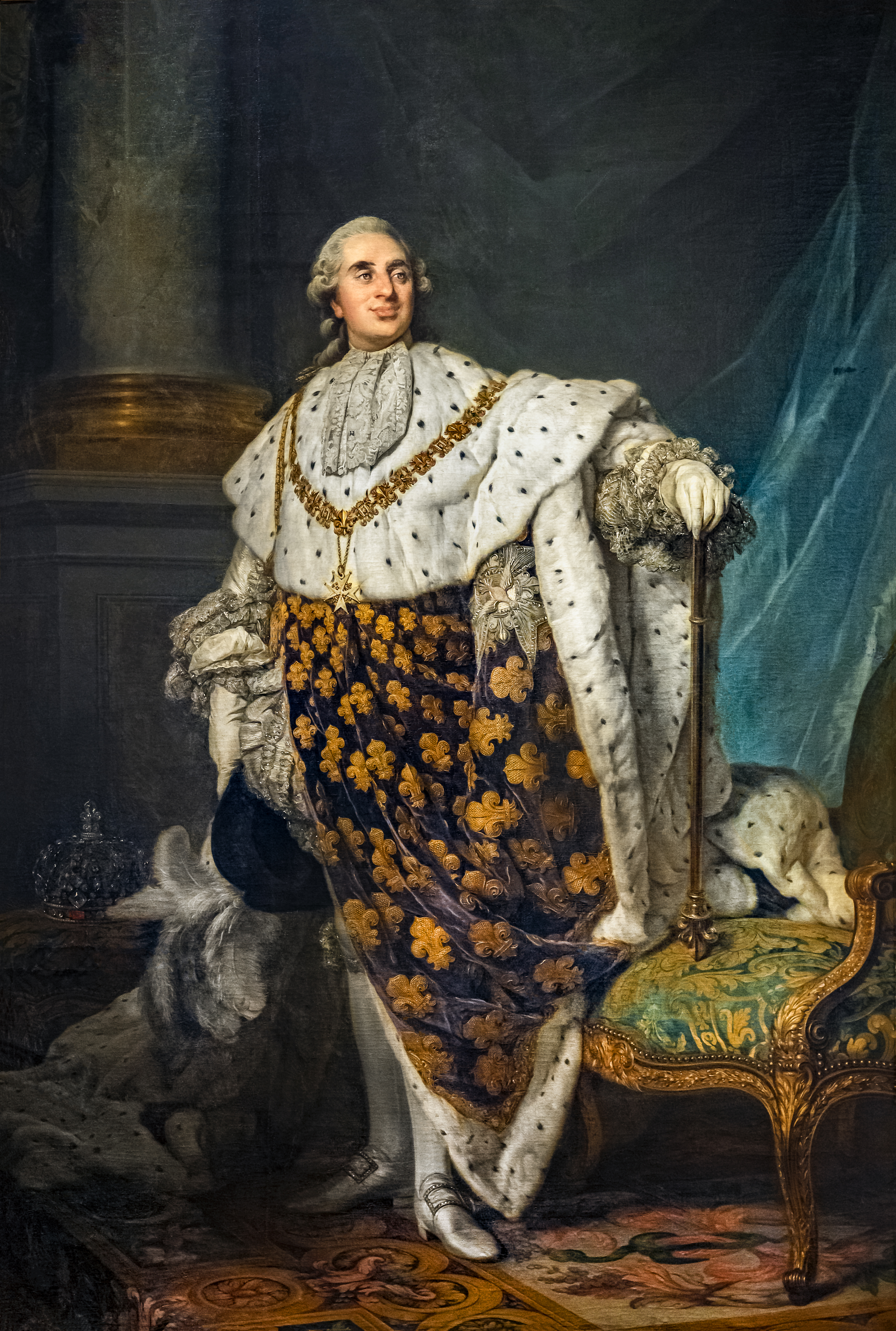
『ルイ16世の肖像』(1775年) ヴェルサイユ宮殿
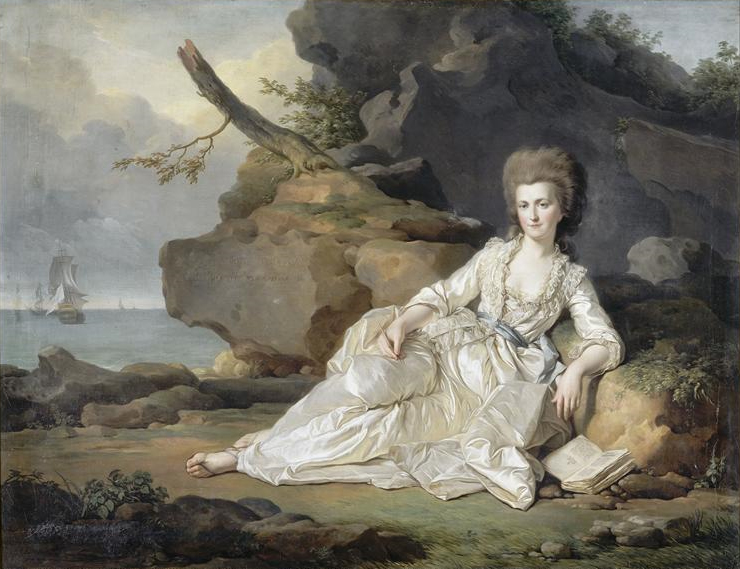
『ルイーズ・マリー・ド・ブルボン＝パンティエーヴルの肖像』（1777-78年）コンデ美術館
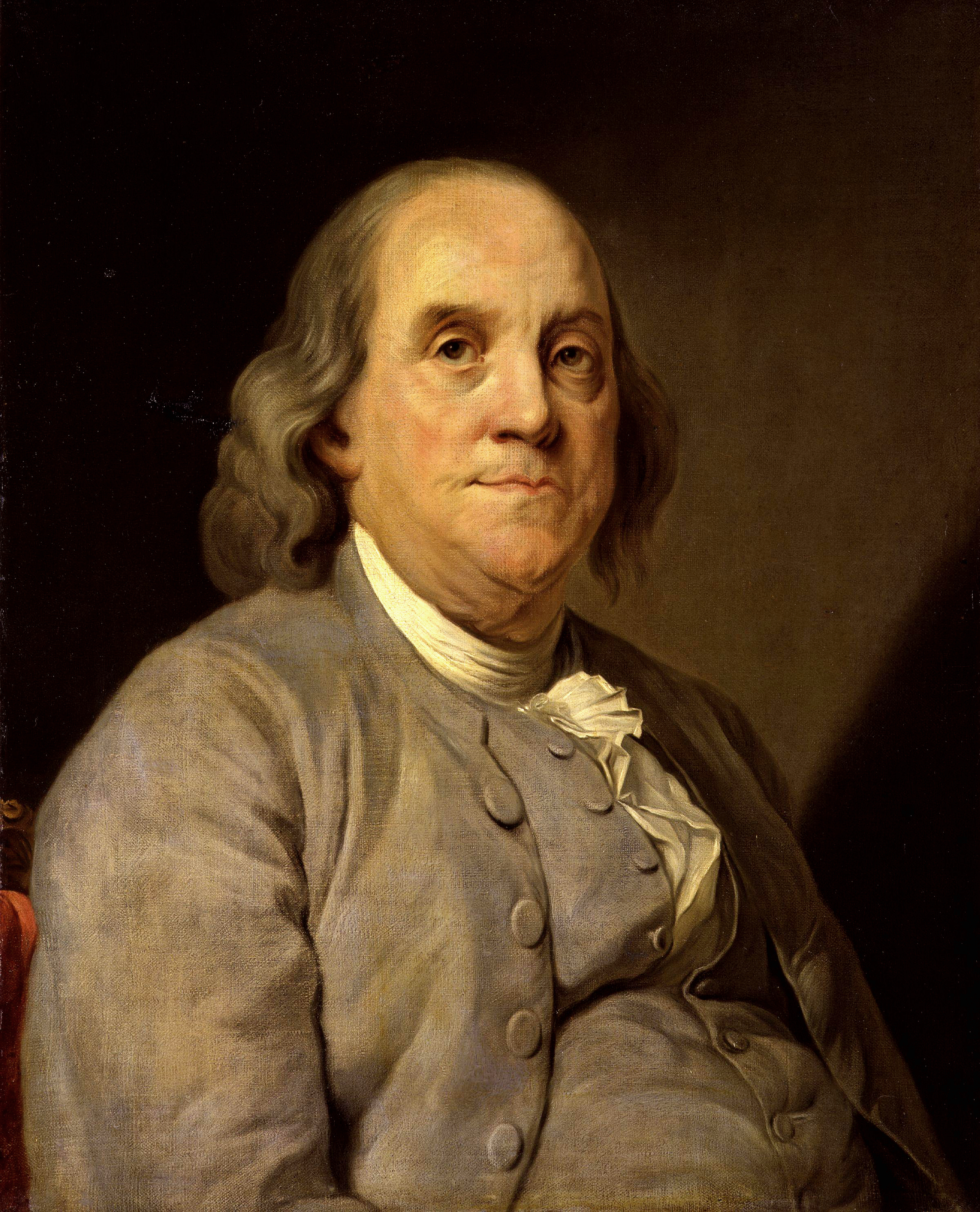
ベンジャミン・フランクリン